# Grigore Crăciunescu
Grigore Crăciunescu (n. 30 septembrie 1948, comuna Todirești, județul Suceava) este un politician român, membru al Partidul Național Liberal. Grigore Crăciunescu a fost deputat în legislatura 2004-2008 și a demisionat pe data de 30 iunie 2008, când a fost înlocuit de deputatul Mihail Vlasov. În cadrul activității sale parlamentare, Grigore Crăciunescu fost membru în grupurile parlamentare de prietenie cu Argentina, Pakistan, Africa de Sud, Estonia, Coreea de Sud, Islanda și India. În acest mandat a susținut proiecte necesare comunităților locale din județul Iași. Astfel în acest mandat s-a înființat prima Secție de Paleație din domeniul public din România la Spitalul Municipal Pașcani, s-au alocat fonduri pentru Maternitatea Cuza Vodă, pentru Spitalul Parhon, Institutul de Boli Cardiovasculare "Prof. Dr. George I. M. Georgescu" din Iași.  
Deputatul Grigore Crăciunescu a candidat la funcția de primar al municipiului Pașcani la alegerile locale din 1 iunie 2008 și a obținut 21,4 % (3.553 de voturi) din totalul voturilor valid exprimate, plasându-se pe locul II după candidatul PSD Dumitru Pantazi (care a obținut 38%, adică 6.323 de voturi). În turul doi a câștigat mandatul de primar al Pașcaniului, aflându-se în această funcție până în anul 2012..
În anul 2012, Grigore Crăciunescu a decis să se mute la Iași, unde își continuă activitatea politică, candidând din partea USL pe colegiul uninominal nr. 11 C.U.G.. Raportat la alți parlamentari/primari/oameni politici, se află printre singurii care nu s-au mutat dintr-un partid în altul în funcție de puterea aflată la guvernare. Grigore Crăciunescu este unul dintre singurii parlamentari români care nu a schimbat partidul rămânând fidel Partidului Național Liberal, fiind membru al acestui partid de 16 ani. Grigore Crăciunescu a fost condamnat la închisoare cu suspendare pentru corupție.